# Nauki i Przymierza
Nauki i Przymierza (NiP) – zbiór fragmentów z historii ruchu Świętych w Dniach Ostatnich, a także objawień dla wiernych danych prorokowi Josephowi Smithowi oraz jego następcom – Prezydentom Kościoła. Wchodzi w skład świętych pism różnych denominacji z ruchu Świętych w Dniach Ostatnich (m.in. Kościoła Jezusa Chrystusa Świętych w Dniach Ostatnich, Społeczności Chrystusa).

## Wydanie Kościoła Jezusa Chrystusa Świętych w Dniach Ostatnich
Kościół Jezusa Chrystusa Świętych w Dniach Ostatnich uważa kanon Nauk i Przymierzy za zamknięty, a w jego skład wchodzi 138 rozdziałów.
| Sekcje                    | Prezydentura                            | Okres trwania prezydentury |
| ------------------------- | --------------------------------------- | -------------------------- |
| 1–134, 137                | Joseph Smith Jr.                        | 1828–1844                  |
| 135–136                   | Okres zarządzania przez Kworum Dwunastu | 1844–1847                  |
| Oficjalna deklaracja nr 1 | Wilford Woodruff                        | 1889–1898                  |
| 138                       | Joseph F. Smith                         | 1901–1918                  |
| Oficjalna deklaracja nr 2 | Spencer W. Kimball                      | 1973–1985                  |

## Wydanie Społeczności Chrystusa
W Społeczności Chrystusa Nauki i Przymierza uznawane są za Pismo Święte o otwartym kanonie – zbiór dokumentów współczesnego objawienia. W chwili, gdy Prezydent Kościoła, uznawany również za proroka, przynosi natchniony dokument do rozpatrzenia, Światowa Konferencja oraz Kwora Przywództwa Kościoła debatują nad przyjęciem go do zbioru Nauk i Przymierzy. Następnie, pod nieobecność Prezydenta odbywa się głosowanie nad dokumentem. Gdy dojdzie do uznania kanoniczności dokumentu, staje się on kolejnym rozdziałem Nauk i Przymierzy.
| Sekcje  | Prezydentura       | Okres trwania prezydentury |
| ------- | ------------------ | -------------------------- |
| 1–113   | Joseph Smith Jr.   | 1828–1844                  |
| 114–131 | Joseph Smith III   | 1860–1914                  |
| 132–138 | Frederick M. Smith | 1914–1946                  |
| 139–144 | Israel A. Smith    | 1946–1958                  |
| 145–152 | W. Wallace Smith   | 1958–1978                  |
| 153–160 | Wallace B. Smith   | 1978–1996                  |
| 161–162 | W. Grant McMurray  | 1996–2004                  |
| 163     | Stephen M. Veazey  | od 2005                    |